# Acanthodelta demepa
Acanthodelta demepa är en fjärilsart som beskrevs av Dyar 1914. Acanthodelta demepa ingår i släktet Acanthodelta och familjen nattflyn. Inga underarter finns listade i Catalogue of Life.